# Rhyothemis phyllis
Rhyothemis phyllis е вид водно конче от семейство Libellulidae. Видът не е застрашен от изчезване.

## Разпространение и местообитание
Разпространен е във Виетнам, Индия, Индонезия, Камбоджа, Китай, Лаос, Малайзия, Мианмар, Провинции в КНР, Сингапур, Тайван и Тайланд.
Обитава влажни места, езера, блата, мочурища и тресавища.